# رون رايت (سياسي)
رون رايت (بالإنجليزية: Ron Wright)‏ هو سياسي أمريكي، ولد في 8 أبريل 1953 في جاكسونفيل في الولايات المتحدة. نشط حزبياً في الحزب الجمهوري.

## وصلات خارجية
- الموقع الرسمي